# Eubliastes willemsei
Eubliastes willemsei är en insektsart som beskrevs av Max Beier 1960. Eubliastes willemsei ingår i släktet Eubliastes och familjen vårtbitare. Inga underarter finns listade i Catalogue of Life.